# Hyperpathie
L'hyperpathie est une sensibilité exagérée à la douleur devenant particulièrement intense et persistante après l'arrêt de l'excitation. Elle s'observe essentiellement au cours du syndrome thalamique, notamment après un accident vasculaire cérébral.
Une sensation douloureuse et persistante à l'arrêt de l'excitation est anormalement ressentie face à un stimulus répétitif comme le contact du froid, une palpation, une mobilisation articulaire, un effleurement de tissus (vêtements, draps..).
Ce syndrome peut se présenter avec une allodynie, une hyperesthésie, une hyperalgésie ou une dysesthésie.
Une atteinte de la moelle épinière peut provoquer un syndrome spinothalamique avec des douleurs à caractère thermique comme des brûlures ou des engelures très pénibles.
L'hyperpathie se manifeste par exemple comme un retard de perception d'une piqûre d'épingle, diffusée sur une zone plus ou moins étendue, et perçue comme une brûlure.